# Arthur Jackson
Arthur Charles „Art” Jackson (ur. 15 maja 1918 w Brooklynie, zm. 6 stycznia 2015 w Concord) – amerykański strzelec, medalista olimpijski, złoty medalista mistrzostw świata i igrzysk panamerykańskich.

## Życiorys
Strzelectwo zaczął uprawiać w szkole podstawowej. Podczas nauki w Brooklyn Tech High School był członkiem szkolnej reprezentacji w strzelaniach karabinowych, z którą w 1936 roku zwyciężył w mistrzostwach ligi. Po ukończeniu szkoły (1937) kształcił się w Brooklyn Poly-Tech Institute i School of Modern Photography w Nowym Jorku, kontynuując starty w zawodach. Wstąpił później do wojska – został bombardierem w Webb Air Force Base w Big Spring w Teksasie, gdzie doszedł do stopnia podporucznika. W czasie II wojny światowej pracował tymczasowo jako instruktor, walczył również na Pacyfiku przeciwko Japończykom. Opuścił armię w 1946 roku w stopniu porucznika (awansowany jednak później do stopnia kapitana), po czym został przeniesiony do Selfridge Air National Guard Base, gdzie pomógł stworzyć drużynę strzelecką amerykańskich sił powietrznych. Był także instruktorem strzelectwa w Palm Beach Air Force Base. W latach 1953–1972 pracował dla CIA.
Trzykrotny olimpijczyk (IO 1948, IO 1952, IO 1956). Najlepszy wynik osiągnął w swoich drugich igrzyskach. Został wówczas brązowym medalistą olimpijskim w karabinie małokalibrowym leżąc z 50 m, przegrywając wyłącznie z Iosifem Sîrbu i Borisem Andriejewem. W latach 1949–1954 zdobył 8 medali na mistrzostwach świata, w tym 5 złotych, 1 srebrny i 2 brązowe. Trzykrotny mistrz świata w konkurencjach indywidualnych. Najwięcej medali zdobył na mistrzostwach świata w 1952 roku (5). Na zawodach tych 3-krotnie ustanawiał rekord świata. Jackson ma w dorobku także 9 medali na igrzyskach panamerykańskich, w tym 3 na Igrzyskach Panamerykańskich 1951 (2 złota i 1 srebro) i 6 na Igrzyskach Panamerykańskich 1955 (5 złotych i 1 brązowy medal).
Za osiągnięcia w strzelectwie został wyróżniony odznaką wybitnego strzelca międzynarodowego (U.S. Distinguished International Shooter Badge). Został przyjęty do U.S. International Shooting Hall of Fame (1998). National Rifle Association of America ufundował nagrodę nazwaną imieniem Jacksona, którą przyznawano na mistrzostwach świata w strzelaniu czarnoprochowym.
Był żonaty z Nancy, z którą miał 5 dzieci: Dianę Lee, Thomasa, Roberta, Sarę i Williama.

## Wyniki

### Igrzyska olimpijskie
| Igrzyska       | Konkurencja                               | Wynik                         | Miejsce | Źródło |
| -------------- | ----------------------------------------- | ----------------------------- | ------- | ------ |
| Londyn 1948    | Karabin dowolny, trzy postawy, 300 m      | 1067 pkt. (369–356–342)       | 16      | [ 7 ]  |
| Helsinki 1952  | Karabin małokalibrowy, trzy postawy, 50 m | 1155 pkt. (399–385–371)       | 12      | [ 8 ]  |
| Helsinki 1952  | Karabin małokalibrowy leżąc, 50 m         | 399 pkt. (100–100–99–100)     |         | [ 2 ]  |
| Melbourne 1956 | Karabin małokalibrowy, trzy postawy, 50 m | 1153 pkt. (395–387–371)       | 12      | [ 9 ]  |
| Melbourne 1956 | Karabin małokalibrowy leżąc, 50 m         | 593 pkt. (97–100–99–99–99–99) | 31      | [ 10 ] |

### Medale mistrzostw świata
Opracowano na podstawie materiałów źródłowych:
| Mistrzostwa       | Konkurencja                                                | Wynik                             | Miejsce |
| ----------------- | ---------------------------------------------------------- | --------------------------------- | ------- |
| Buenos Aires 1949 | Karabin małokalibrowy leżąc, 50 i 100 m                    | 594 pkt.                          |         |
| Buenos Aires 1949 | Karabin małokalibrowy leżąc, 50 i 100 m, drużynowo         | 2950 pkt. (druż.) 594 pkt. (ind.) |         |
| Oslo 1952         | Karabin małokalibrowy leżąc, 50 m                          | 400 pkt.                          |         |
| Oslo 1952         | Karabin małokalibrowy leżąc, 50 m, drużynowo               | 1979 pkt. (druż.) 400 pkt. (ind.) |         |
| Oslo 1952         | Karabin małokalibrowy leżąc, 50 i 100 m                    | 596 pkt.                          |         |
| Oslo 1952         | Karabin małokalibrowy leżąc, 50 i 100 m, drużynowo         | 2364 pkt. (druż.) 596 pkt. (ind.) |         |
| Oslo 1952         | Karabin standardowy, trzy postawy, 300 m                   | 527 pkt.                          |         |
| Caracas 1954      | Karabin małokalibrowy leżąc, 50 m, drużynowo (60 strzałów) | 2373 pkt. (druż.) 596 pkt. (ind.) |         |

### Medale igrzysk panamerykańskich
Opracowano na podstawie materiałów źródłowych:
| Igrzyska          | Konkurencja                                          | Wynik                              | Miejsce |
| ----------------- | ---------------------------------------------------- | ---------------------------------- | ------- |
| Buenos Aires 1951 | Karabin dowolny, trzy postawy, 300 m                 | 1088 pkt.                          |         |
| Buenos Aires 1951 | Karabin małokalibrowy, trzy postawy, 50 m            | 1125 pkt.                          |         |
| Buenos Aires 1951 | Karabin małokalibrowy leżąc, 50 m                    | 591 pkt.                           |         |
| Meksyk 1955       | Karabin dowolny, trzy postawy, 300 m, drużynowo      | 5422 pkt. (druż.) 1093 pkt. (ind.) |         |
| Meksyk 1955       | Karabin małokalibrowy, trzy postawy, 50 m            | 1154 pkt.                          |         |
| Meksyk 1955       | Karabin małokalibrowy, trzy postawy, 50 m, drużynowo | 1154 pkt. (ind.)                   |         |
| Meksyk 1955       | Karabin małokalibrowy leżąc, 50 m                    | 592 pkt.                           |         |
| Meksyk 1955       | Karabin małokalibrowy leżąc, 50 m, drużynowo         | 2348 pkt. (druż.) 592 pkt. (ind.)  |         |
| Meksyk 1955       | Karabin standardowy, trzy postawy, 300 m, drużynowo  | 418 pkt. (ind.)                    |         |